# Преображение Господне (Самарина)
„Свето Преображение Господне“ (на гръцки: Ναός Μεταμορφώσεως του Σωτήρος), бивша „Света Параскева“, е манастирска православна църква, разположена край пиндското село Самарина, Егейска Македония, Гърция.
Църквата е разположена на 4,5 km южно от Самарина и на 100 m западно от манастира „Света Параскева“, на който е метох. Църквата е построена в 1813 година. Парвоначално е посветена на Света Параскева според ктиторския надпис, но по-късно е преименувана на „Преображение Господне“ – в историята на Хрисант от 1856 година вече е „Преображение“.
В архитекурно отношение е впечатляваща трикорабна базилика с дървен покрив с елементи на кръстокуполна църква. На запад има нартекс, а на юг отворен трем. Входовете са от запад и юг. Нартексът е по-високо от наоса и е свързан с него през сводест вход. Светилището също е по-високо от наоса.
Наосът и куполът са изписани е от местните майстори Димитър Зограф и синовете му отец Йоан Анагност и Михаил Анагност- според надписа над входа на наоса, живописта е завършена в октомври 1819 година. Подписът им гласи: διά χειρός των ευτελών Δημητρίου και Μιχαήλ αναγνώστου και αναγνώστου Π(α)π(α)ιω(άννου) εκ της ιδίας χώρας Σαμαρίνας. В 1815 година изработва престолните икони за църквата. Живопис в нартекса няма. Външната рамка на входната врата на католикона е украсена с каменни релефи – декоративни растения и двуглави орли.
При Гревенското земетресение през 1995 година храмът претърпява ограничени щети.
В 1962 година църквата е обявена за паметник на културата.
- Зографският надпис
- Смъртта на фараона в Черно море
- Богородица с Исус Христос, 1815 г., престолна икона на Михаил Анагност